# Asbury Bascom Davidson

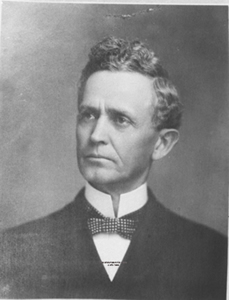
Asbury Bascom Davidson vor 1920

Asbury Bascom Davidson (* 13. November 1855 im Lincoln County, Tennessee; † 4. Februar 1920) war ein US-amerikanischer Politiker. Zwischen 1907 und 1913 war er Vizegouverneur des Bundesstaates Texas.

## Werdegang
Noch vor 1870 kam Asbury Davidson mit seinen Eltern in das Williamson County in Texas. Er absolvierte die Southwestern University. Nach einem anschließenden Jurastudium und seiner Zulassung als Rechtsanwalt begann er in Gonzales in diesem Beruf zu arbeiten. Anfang der 1880er Jahre verlegte er seinen Wohnsitz und seine Anwaltskanzlei nach Cuero. Ende der 1880er Jahre wurde er für acht Jahre Staatsanwalt im dortigen 24. Gerichtsbezirk von Texas.
Politisch war Davidson Mitglied der Demokratischen Partei. Zwischen 1899 und 1906 saß er im Senat von Texas. Im Jahr 1906 wurde er an der Seite von Thomas Mitchell Campbell zum Vizegouverneur seines Staates gewählt. Dieses Amt bekleidete er nach zwei Wiederwahlen zwischen 1907 und 1913. Dabei war er Stellvertreter des Gouverneurs und Vorsitzender des Staatssenats. Seit 1911 diente er unter dem neuen Gouverneur Oscar Branch Colquitt. Nach seiner Zeit als Vizegouverneur war Davidson Vorstandsmitglied des Agricultural and Mechanical College of Texas, der heutigen Texas A&M University. Er starb am 4. Februar 1920.